# Megalapteryx didinus
Il Megalapteryx didinus o moa degli altipiani era un uccello non volatore estinto, endemico della Nuova Zelanda.

## Descrizione
Il moa degli altipiani erano, con un'altezza di circa 1,30 m ed un peso di circa 25 kg (all'incirca la taglia di un nandù), una delle specie di moa più piccole.

## Ambiente e stile di vita
Il moa degli altipiani abitava le regioni fredde d´alta quota dell'Isola del Sud. Trovandosi nella zona di vegetazione subalpina, si cibava di arbusti e di varie erbe montane.

## Estinzione

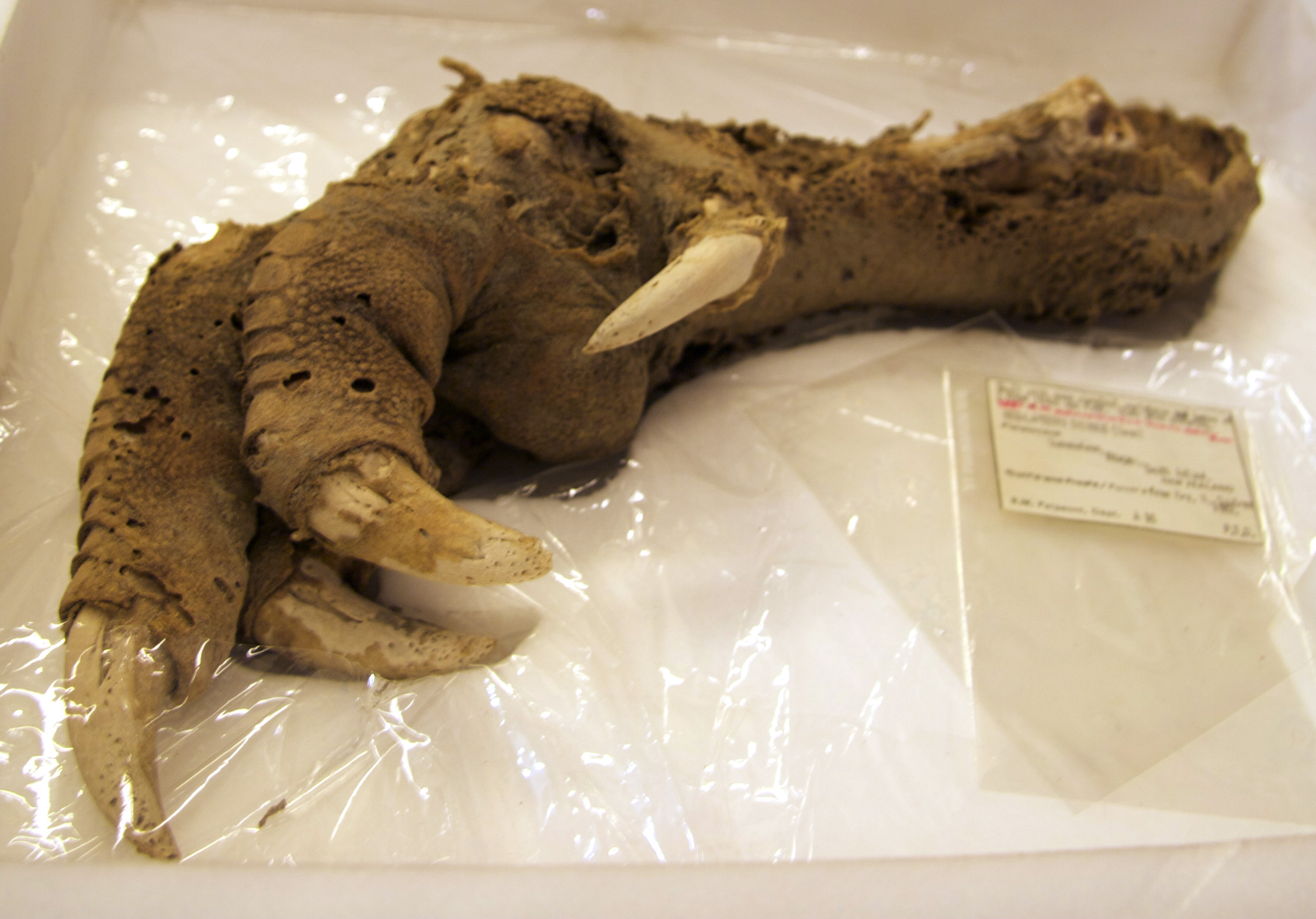
Zampa subfossile di Megalapteryx

È stata l'ultima specie di moa a estinguersi, più o meno attorno al 1500; tuttavia, considerando l'habitat remoto di
questi animali, alcuni esemplari sarebbero potuti sopravvivere nelle aree più selvagge fino al XIX secolo.
Di questa specie sono stati ritrovati numerosi resti con i tessuti molli (muscoli, pelle, ecc.) e le piume ancora intatti e ben conservati, oltre che un uovo dall'inusuale colore verde oliva; tuttavia, si ritiene che il colore delle uova variasse da individuo a individuo.

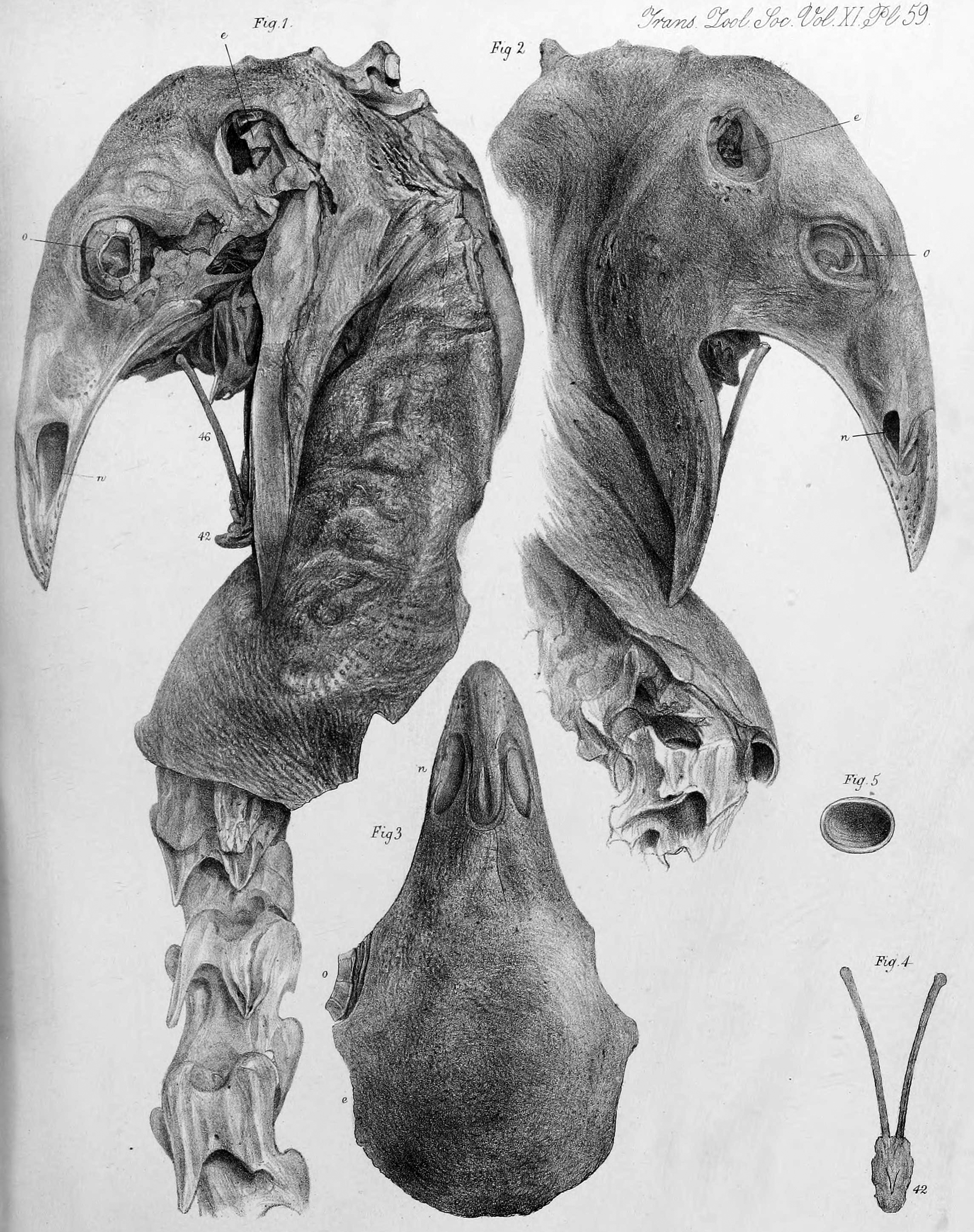
Testa di Megalapteryx didinus.

Esistono molti esemplari ben conservati esposti in molti musei.
Il Tipo nomenclaturale A16, che si trova nel British Museum, fu scoperto nel 1876 a Queenstown.
Una zampa con molto tessuto muscolare, pelle e piume scoperta a Old Man Range (C.68.2) si trova nel Otago Museum.
Uno scheletro che presenta ancora tessuto sul collo e sulla testa ritrovato nei pressi di Cromwell ed esposto a (NMNZ S400).
Una zampa con alcuni muscoli e tendini trovata il 7 gennaio 1987 a Mount Owen si trova esposta a (NMNZ S23080) e viene datata attorno ai 3300-3400 anni.
I frammenti di un uovo esposti al Canterbury Museum NZ 1725 e scoperti nel 1971 a Rakaia River sono riconducibili a questa specie. La datazione al radiocarbonio fa risalire l'uovo al 1300-1400. La cosa strana è che l'uovo presenta una colorazione verde oliva scuro; questo significa che la colorazione tra le uova di Megalapteryx didinus variava.